# Конрад II фон Щернберг
Конрад II фон Щернберг (на немски: Konrad II von Sternberg; * ок. 1225; † 15 януари 1277, Магдебург) от фамилията на графовете на Шваленберг и графовете на Щернберг, е архиепископ на Магдебург (1266 – 1277).

## Живот
Той е по-малък син на граф Хайнрих I фон Шваленберг († 1279) или на Фолквин IV фон Шваленберг († пр. 1255) и съпругата му Ерменгард фон Шварцбург († 1274), дъщеря на граф Хайнрих II фон Шварцбург († 1236). Брат е на Фолквин V фон Шваленберг, епископ на Минден (1275 – 1293), и Гюнтер I фон Шваленберг, архиепископ на Магдебург (1277 – 1278), епископ на Падерборн (1307 – 1310).
През 1245 г. Конрад е каноник в Магдебург. На 26 декември 1266 г. той е избран за архиепископ на Магдебург. Той основава Щернберг, и през 1270 г. частично се мести там. През 1274 г. посещава втория църковен събор в Лион.